# Bitwa pod Graużyszkami
Bitwa pod Graużyszkami lub Obrona Graużyszek – starcie partyzanckie stoczone 6 maja 1944 roku w pobliżu wiosek Graużyszki i Adamowszczyzna. Bitwa zakończyła się zwycięstwem sił polskich.

## Przebieg bitwy
10 batalion korpusu Plechaviciusa pod dowództwem mjr. Antanasa Andriunasa skręcił do wsi Sieńkowszczyzna z traktu Oszmiana-Graużyszki i zaczął bez powodu mordować cywilnych mieszkańców i palić zabudowania. Pluton por. Żagla z 8 Brygady, idąc na pomoc mordowanej wsi z furią uderzył na Litwinów. Litwini, mimo przewagi liczebnej, nie mogli powstrzymać uderzenia i zaczęli się wycofywać. Brygada wsparta przez część sił 13 Brygady pod dowództwem Adama Walczka "Nietoperza" doszczętnie rozbiła kompanię litewską 308 batalionu. Litwini stracili łącznie 36 żołnierzy, 12 ciężko i 26 lekko rannych,oraz 224 trafiło do niewoli. A straty polskie wyniosły 3 zabitych i 20 rannych Po bitwie przeprowadzono dochodzenie i ustalono winnych zamordowania 8 polskich chłopów. Osoby te zostały rozstrzelane.